# Antolín Sánchez Presedo
Antolín Sánchez Presed (ur. 5 kwietnia 1955 w Betanzos) – hiszpański polityk, prawnik i urzędnik państwowy, deputowany do Parlamentu Europejskiego VI i VII kadencji.

## Życiorys
Ukończył w 1977 prawo na Uniwersytecie w Santiago de Compostela. Odbył studia podyplomowe m.in. z zakresu integracji europejskiej. W 1978 uzyskał uprawnienia adwokackie.
Od 1982 do 1994 zasiadał w komitecie federalnym Hiszpańskiej Socjalistycznej Partii Robotniczej. Od 1985 był jednocześnie sekretarzem generalnym wchodzącej w skład PSOE Partii Socjalistycznej Galicji. Od 1983 do 1985 sprawował mandat posła do parlamentu Galicji. W latach 1983–1985 był burmistrzem Betanzos, a w okresie 1987–1990 regionalnym ministrem ds. planowania przestrzennego i robót publicznych.
W 2004 z listy PSOE uzyskał mandat posła do Parlamentu Europejskiego. W wyborach w 2009 skutecznie ubiegał się o reelekcję. W VII kadencji przystąpił do grupy Postępowego Sojuszu Socjalistów i Demokratów oraz do Komisji Gospodarczej i Monetarnej.